# Alisha Newton
Pour les articles homonymes, voir Newton.
Alisha Newton est une actrice canadienne née le 22 juillet 2001 à Vancouver (Canada).

## Biographie
Alisha Newton commence sa carrière par des publicités commerciales à la télévision à l'âge de 4 ans et commence les rôles dans des films à 8 ans.
Depuis 2012, elle tient le rôle principal de Georgina « Georgie » Crawley dans la série télévisée canadienne Heartland créée d'après la série de romans de Lauren Brooke, diffusée depuis le 14 octobre 2007 sur le réseau CBC aux côtés de Amber Marshall, Graham Wardle, Michelle Morgan, Shaun Johnston, Chris Potter, Gabriel Hogan et Nathaniel Arcand.

## Filmographie

### Cinéma
- 2013 : Heart of Dance, de Terence H. Winkless : Jenna
- 2013 : Percy Jackson : La Mer des monstres : Annabeth Jeune
- 2018 : Scorched Earth de Peter Howitt : Beatrice

### Télévision
- 2010 : Supernatural : la petite fille (saison 6, épisode 9)
- 2010 : The Wyoming Story : Bird Thorpe (Téléfilm)
- depuis 2012 : Heartland : Georgina « Georgie » Crawley / Fleming-Morris (rôle principal - 141 épisodes)
- 2014 : Mon beau sapin de David Winning : Sofia Dunlap (Téléfilm)
- 2015 : Le cœur a ses raisons : Nellie Harper (saison 2)
- 2015 : The Hollow de Sheldon Wilson : Emma (Téléfilm)
- 2018 : Une voisine diabolique de Danny J. Boyle : Emma (Téléfilm)
- 2019 : Hudson : Georgina « Georgie » Crawley / Fleming-Morris (4 épisodes)
- 2022 : Devil in Ohio :  Hélène (Mini-série)
- 2023 : The More Love Grows : Dana (Téléfilm)
- 2023 : Ma vie avec les Walter Boys : Erin (Netflix)